# وضع نخستین
وضع نخستین یا وضع آغازین (به انگلیسی: original position) مفهومی در فلسفهٔ جان رالز است. رالز عدالت را تبلور انصاف می‌داند و می‌گوید در وضع نخستین که تا حدی مشابه مفهوم وضع طبیعی است، آدمیان می‌خواهند جامعهٔ مدنی تشکیل دهند و به‌ناچار روی اصولی معقول و منصفانه توافق می‌کنند. نقشی که این اصول در تفکیک حقوق، تکلیف‌ها و تقسیم مزایای اجتماعی برعهده می‌گیرد همان است که مفهوم عدالت نامیده می‌شود. در وضعِ آغازین، انسان‌ها در وضعیتی که حجاب جهل نامیده می‌شود، بر روی اصولی از عدالت توافق می‌کنند که با در نظر گرفتن فرایندِ این توافق، می‌توان آن را منصفانه دانست.